# Getto Cajtung
Getto-Cajtung. Far Informacje, Farordenungen un Bakantmachungen (jid. ‏געטא-צייטונג. פֿאַר אינפֿאָרמאַציע, פאַראָרדענונגען און בּאַקאַנטמאַכונגען‎, pol. Gazeta Getta. Dla Informacji, Rozporządzeń i Ogłoszeń) – wydawana w języku jidysz gazeta, określana czasem mianem gadzinowej, będąca oficjalnym organem przełożonego Starszeństwa Żydów w getcie łódzkim, Chaima Rumkowskiego. Gazeta ukazywała się od 7 marca do 21 września 1941 roku.
Obok „Gazety Żydowskiej” z Generalnego Gubernatorstwa była to jedyna legalna gazeta żydowska w okupowanej Polsce.

## Historia
Pomysłodawcą i założycielem gazety był Chaim Rumkowski, który planował powstanie gazety od początku istnienia łódzkiej dzielnicy żydowskiej. Długo starał się u władz niemieckich o przekazanie do getta hektografu, który otrzymał wiosną 1941 roku.
Po otrzymaniu hektografu przystąpiono do drukowania pisma. Gazeta ukazywała się od 7 marca do 21 września 1941 roku, łącznie wydano 18 numerów, które w całości liczyły 76 stron. Każdy numer musiał być tłumaczony na język niemiecki i zaakceptowany przez funkcjonariuszy Kriminalpolizei. Gazeta ukazywała się zasadniczo w tygodniowych odstępach, jej publikacji zaprzestano z powodu braku papieru. Cena gazety wynosiła 10 fenigów, redakcja mieściła się przy ulicy Dworskiej 1, a drukarnia należąca do Judenratu przy ulicy Brzezińskiej 10. 
Na łamach gazety nie informowano o tym kto jest jej redaktorem, nie podpisywano także autorów artykułów, jedynym podpisem był ten należący do Rumkowskiego pod komunikatami i odezwami jego autorstwa. Redaktorem pisma był najprawdopodobniej bliski współpracownik Rumkowskiego i kierownik referatu prasowego Judenratu, Samuel Rozensztajn. Rozensztajn był przedwojennym dziennikarzem, korespondentem „Hajntu” w Łodzi, pozostawił po sobie dziennik, w którym opisywał redagowanie pisma i pracę nad jego tekstami. Według Moniki Polit gazeta była własnością Rumkowskiego i służyła ogłaszaniu ludności getta jego woli oraz propagandy. Teksty na łamach gazety miały przedstawiać czytelnikom obowiązki przewodniczącego Judenratu, skupiały się głównie na kreowaniu wizerunku Rumkowskiego. W gazecie ukazywały się także fragmenty poświęcone pracy i funkcjonowaniu administracji getta oraz poezja autorstwa Lejba Bermana.
Oprócz gazety w getcie łódzkim ukazywał się także „Biuletyn Kroniki Gettowej”, wydawany przez Archiwum Getta Łódzkiego w latach 1940–1944. W getcie ukazał się także jeden numer gazetki ściennej „Itonejnu”.